# Copa Ciutat d'Addis Ababa
La Copa Ciutat d'Addis Ababa (Addis Ababa City Cup, Amhàric: አዲስ አበባ ከተማ ዋንጫ) és una competició futbolística d'Etiòpia per eliminatòries. És organitzat per la Federació de Futbol d'Addis Ababa. La disputen equips de la ciutat d'Addis Ababa amb l'excepció d'equips convidats.

## Historial
Font:
| Temporada | Campió              | Resultat      | Finalista                  |
| --------- | ------------------- | ------------- | -------------------------- |
| 2004      | Ethiopian Coffee SC |               |                            |
| 2005      | EEPCO FC            | 0-0 (5-4 p)   | Ethiopian Coffee SC        |
| 2006      | EEPCO FC            |               |                            |
| 2007      | St. George SC       | 2-0           | Insurance (Medhin)         |
| 2010      | St. George SC       | 1-1 (4-2 p)   | CBE SA                     |
| 2011      | St. George SC       | 1-0           | Dedebit FC                 |
| 2012      | Ethiopian Coffee SC | venç (p.)     | CBE SA                     |
| 2013      | St. George SC       |               |                            |
| 2014      | CBE SA              | 1-1 (6-5 p)   | Ethiopian Coffee SC        |
| 2015      | Dashen Beer FC      | venç          | St. George SC              |
| 2016      | EEPCO FC            | 2-0           | St. George SC              |
| 2017      | St. George SC       | 1-0           | Ethiopian Coffee SC        |
| 2018      | Ethiopian Coffee SC | 4-1           | Bahir Dar Kenema FC        |
| 2019      | Ethiopian Coffee SC | 2-1           | Sebeta Ketema              |
| 2020      | no es disputà       | no es disputà | no es disputà              |
| 2021      | Bahir Dar Kenema FC | 1-0           | Defence Force (Mekelakeya) |